# Franz Laufberger
Franz Laufberger von Bergenheim, též František Laufberger z Bergenheimu (18. července 1808 Jičíněves – 17. července 1877 Bzí), byl rakouský státní úředník, soudce a politik německé národnosti z Čech, v 60. letech 19. století poslanec Českého zemského sněmu.

## Biografie
Absolvoval právnicko-politická studia na právnické fakultě v Praze. V roce 1833 nastoupil jako justiciář (soudní úředník) na panství Sadová, kde se o dva roky později stal úředníkem vrchního justičního úřadu. V patrimoniální správě působil v letech 1832–1848 (později jako substitut horního úřadu v Jilemnici). Roku 1849 byl přidělen do Prahy do komise pro vypořádání zrušení poddanství. Ještě téhož roku ovšem byl jmenován ním hejtmanem (nejvyšší představitel státní správy) ve Vrchlabí. Podle jiného zdroje byl mezitím v letech 1848–1851 byl krajským soudcem u zemského soudu v Praze a pak v období let 1850–1852 vykonával funkci okresního hejtmana ve Vrchlabí. V letech 1852–1859 byl okresním hejtmanem v Teplicích. Dobový nekrolog ovšem zmiňuje, že okresním hejtmanem v Teplicích byl až od roku 1855. Od roku 1859 do roku 1862 zastával post krajského hejtmana v Táboře, přičemž agendu úřadu vedl až do roku 1867. Roku 1867 získal titul dvorního rady a stal se vedoucím okresního hejtmanství. Dobový zdroj naopak uvádí, že roku 1867 byl již jmenován dvorním radou při místodržitelství. V období let 1869–1874 byl viceprezidentem zemské školní rady v Praze.
Jeho profesní dráha vyvrcholila funkcí náměstka českého místodržícího. Do této funkce usedl 15. února 1875. Již 12. května 1875 byl ale penzionován. Šlo o odchod na odpočinek na vlastní žádost. Trpěl zdravotními problémy.
Po obnovení ústavního systému vlády počátkem 60. let se zapojil i do vysoké politiky. V zemských volbách v Čechách roku 1861 byl zvolen na Český zemský sněm, kde zastupoval kurii městskou, obvod Rokytnice, Jilemnice. Na mandát rezignoval v listopadu 1866. Patřil mezi stoupence tzv. Ústavní strany, která byla liberálně, provídeňsky a centralisticky orientovaná.
Roku 1850 mu byl udělen Zlatý záslužný kříž a roku 1870 Císařský rakouský řád Leopoldův. Zemřel po dlouhé bolestivé nemoci v červenci 1877 v Bzí u Tábora.